# Труфанець (річка)
Труфа́нець, Трофанець — річка в Українських Карпатах, у межах Рахівського району Закарпатської області. Права притока Чорної Тиси (басейн Дунаю).

## Опис
Довжина річки 2830 м. Річище слабо звивисте, течія швидка, багато перекатів та водоспадів, з яких найбільший — водоспад Труфанець, що розташований біля самого впадіння річки до Чорної Тиси.

## Розташування
Витоки розташовані при східних відрогах гори Близниці. Річка тече переважно на схід. Впадає до Чорної Тиси на південь від смт Ясіні.
Притоки: невеликі потічки.